# Гречан Іван Маркіянович
Гречан Іван Маркіянович (Псевдо: Пащенко, Хмара, Хмельниченко, Чередниченко; 1921, с. Тинне, Сарненський район, Рівненська область — 13 серпня 1946, м. Рівне) — лицар Золотого хреста бойової заслуги УПА 2 класу.

## Життєпис
Член ВЛКСМ (з осені 1939). З березня 1942 р. служив в українській допомоговій поліції Сарненського р-ну. 13.03.1943 р. разом з іншими поліціями перейшов в УПА. Стрілець (03.-05.1943), а відтак командир (05.-06.1943) боївки Володимирецького районного проводу ОУН ОУН, командир рою (06.-11.1943), а відтак командир чоти (11.1943-02.1944) сотні УПА «Яреми», командир сотні в курені УПА «Стального» (02.1944-?). Учасник почоту ШВШ ЗГ № 44. Згодом командував диверсійною групою, яка діяла на залізниці Сарни–Лунинець та в активі якої підрив бронепоїзда, трьох товарних та трьох пасажирські ешелонів. У квітні 1945 р. здійснив рейд у північні райони Житомирської обл.
14.02.1946 р. захоплений у полон оперативно-військовою групою Сарненського РВ НКДБ разом з референтом СБ Рокитненського районного проводу ОУН «Колодкою».
7.06.1946 р. ВТ військ МВС Рівненської обл. за сст. 54-1а, 54-11 КК УРССР засуджений до вищої міри покарання — розстрілу. Вирок виконано 13.08.1946 р. у Рівненській в'язниці. Не реабілітований. Хорунжий (?), сотник (24.04.1945) УПА

## Нагороди
Згідно з Наказом Головного військового штабу УПА ч. 4/45 від 11.10.1945 р. сотник УПА Іван Гречан — «Пащенко» нагороджений Золотим хрестом бойової заслуги УПА 2 класу.

## Вшанування пам'яті
13.10.2017 р. від імені Координаційної ради з вшанування пам'яті нагороджених Лицарів ОУН і УПА у м. Рівне Золотий хрест бойової заслуги УПА 2 класу (№ 004) переданий Олені Новіковій, племінниці Івана Гречана — «Пащенка».